# Descenso de Cristo
El Descenso de Cristo es un relieve de Donatello que forma parte de la decoración del altar de la basílica del San en Padua.
Es el único relieve del complejo que fue esculpido en piedra caliza así como en bronce, pero sus figuras fueron bruñidas para coordinarse mejor con el conjunto. Tiene unas medidas de 138x188 cm y su ejecución se remonta a después del año 1446, habiendo sido completada a lo largo de 1453.

## Historia
El altar y sus decoraciones se ejecutaron entre la segunda mitad de 1446 y la salida de la artista de Padua, en 1453. Las obras fueron retocadas durante mucho tiempo, mucho después de la salida de Donatello: se tiene noticia de que lo fueron hasta 1477.
Como la estructura arquitectónica original del altar fue destruida a finales del siglo XVI siglo, la versión que hoy se conoce es una reconstrucción controvertida del arquitecto Camillo Boito realizada en 1895.
El relieve del Descenso se encontraba quizás sobre el lado trasero en el centro y en la actualidad también ha sido colocado sobre la parte posterior del altar del siglo XIX.

## Descripción y estilo
La escena es muy emotiva, a diferencia de la compostura que se observa en las estatuas de bulto redondo y de los relieves menores (Cristo muerto, símbolos de los Evangelisti y Putti). Reelabora el antiguo modelo de la muerte de Meleagro. En primer plano se puede observar el lado anterior, rectangular y ricamente decorado con incrustaciones polícromas, del sudario donde está situado Cristo, cuyo cuerpo está abandonado y sostenido por cuatro hombres. La cabeza de Cristo cae de manera realista hacia atrás mientras que sus manos y sus pies se encuentran cruzados. Los hombres que aparecen en la escena tienen diferentes edades y están compuestos por líneas prevalentemente verticales y diagonales en el sentido desde arriba a la derecha hacia abajo a la izquierda.
Las cuatro mujeres situadas en segundo plano son en cambio presas a la desesperación más emotiva, corriendo, llorando, gritando y arrancándose los cabellos. Dos de ellas tienen los brazos abiertos en el aire y dibujan líneas diagonales que se encuentran perpendicularmente o bien mediante ángulos agudos de los hombres creando un efecto de contraste y dinamismo. La mímica facial y la gestualidad son exasperadas y deforman a los personajes, volviéndolos especialmente irreconocibles. 
El conjunto es intricado y transmite una sensación de apiñamiento que rellena casi todos los espacios libres del relieve. El efecto muestra la desesperanza pero sobre todo, la incertidumbre y el caos que se había producido por la muerte del Salvador. 
El espacio está como anulado, reduciendo la percepción tan sólo al sarcófago y a las figuras con la intención de acentuar el dramatismo del episodio. Las figuras dolientes crean como una pantalla unificada de máscaras de dolor. Destaca así pues la línea dinámica exaltada por la policromía. 
En esta obra, de impacto fundamental para el arte de la Italia septentrional, Donatello renunció a los principios de la racionalidad y de la confianza en el individuo típicos del movimiento humanista, que en la misma época, en cambio, el escultor florentino reiteraba en el Gattamelata. Se trata de los primeros síntomas, adoptados con extrema prontitud por el artista, de la crisis de los ideales del primer Renacimiento, que maduraría en las décadas posteriores.